# 911 (レディー・ガガの曲)
911 (ナイン・ワン・ワン) は、レディー・ガガの曲。